# Contea di Baca
La contea di Baca (in inglese Baca County) è una contea dello Stato del Colorado, negli Stati Uniti. La popolazione al censimento del 2000 era di 4 517 abitanti. Il capoluogo di contea è Springfield.

## Geografia fisica
La contea si trova nell'angolo sud-est dello Stato, al confine con Kansas, Oklahoma e Nuovo Messico. Secondo lo United States Census Bureau, la contea ha una superficie di 6623 km² di cui 6617 km² è terra (98.52 %) e 6 km² (1,48%) acque interne.
Si tratta si una contea rurale e agricola nelle pianure del Colorado. Per la contea passa il Santa Fe Trail.

### Contee confinanti
- Contea di Prowers - nord
- Contea di Stanton (Kansas) - est
- Contea di Morton (Kansas) - est
- Contea di Cimarron (Oklahoma) - sud
- Contea di Union (Nuovo Messico) - sud-ovest
- Contea di Las Animas - ovest
- Contea di Bent - nord-ovest

## Storia
Storicamente, l'area è stata dominata da Spagna, Messico, Texas e Stati Uniti, ed è stata territorio di diversi nativi, principalmente Plains Apache e Comanche. La contea di Baca fu costituita il 16 aprile 1889, staccando la porzione orientale della Contea di Las Animas, e fu chiamata così in onore del pioniere Felipe Baca.
La contea fu duramente colpita durante la Dust Bowl, una tempesta di sabbia, che si abbatté nell'area tra il 1934 e il 1940. Ad oggi la contea e le contee confinanti sono colpite da una grave siccità cominciata nel 2010.

## Comuni

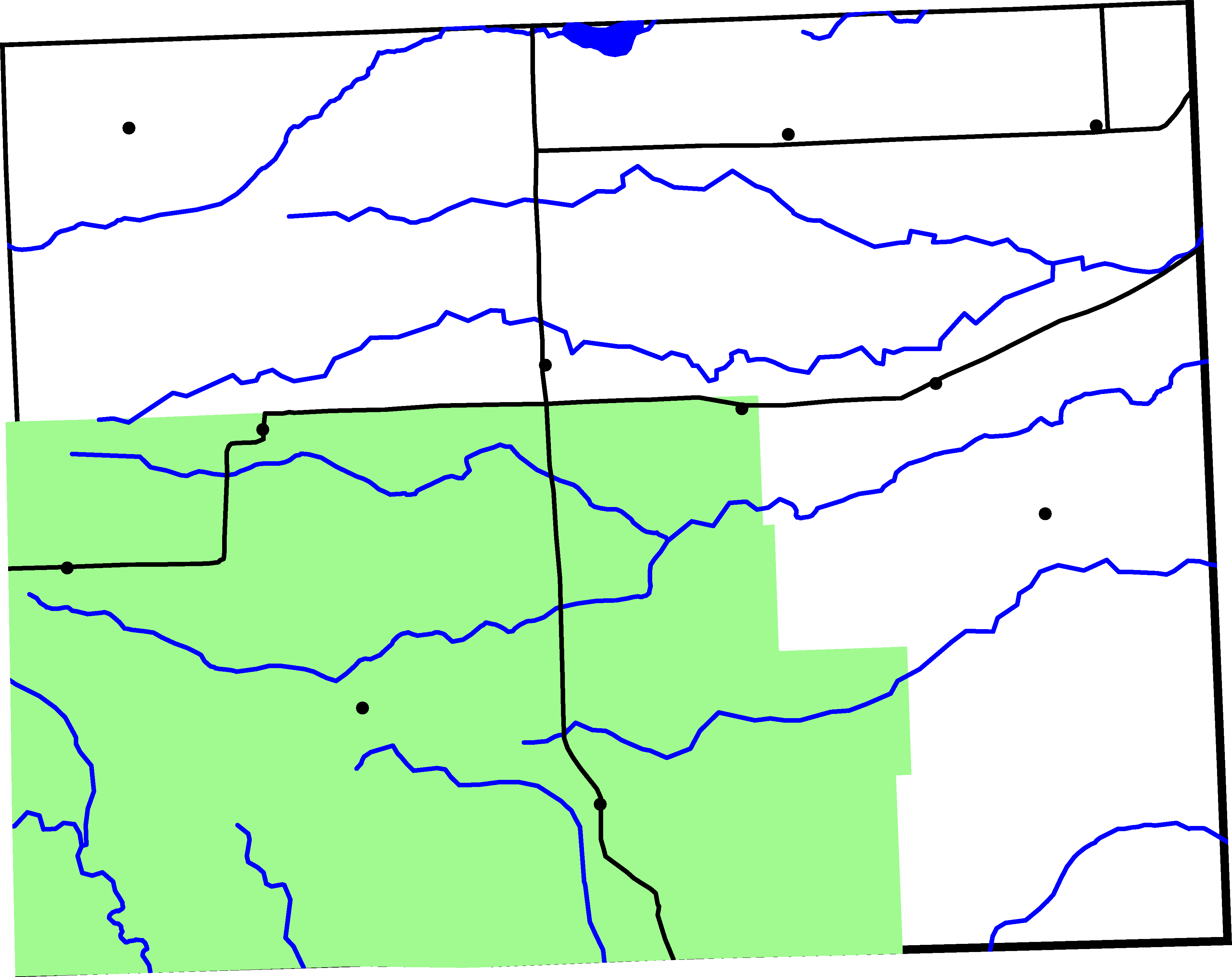
Contea di Baca, Colorado

### Towns
- Campo
- Pritchett
- Springfield (capoluogo)
- Two Buttes
- Vilas
- Walsh

### Unincorporated community
- Buckeye Crossroads
- Utleyville
- Lycan